# Архиепархия Багдада (сиро-католическая)
 Архиепархия Багдада (лат. Babylonensis Syrorum) — архиепархия Сирийской католической церкви с центром в городе Багдад, Ирак. Численность верующих архиепархии Багдада Сирийской католической церкви составляет 25 тысяч человек. Кафедральным собором архиепархии Багдада является собор святого Иосифа в Багдаде.

## История
28 сентября 1862 года Римский папа Пий IX учредил архиепархию Багдада Сирийской католической церкви, выделив её из архиепархии Мосула. 
В 1982 году багдадская архиепархия передала часть своей территории для возведения Патриаршего экзархата Басры и Кувейта. 
31 октября 2010 года в Багдаде мусульманскими террористами была захвачена церковь Саидат аль-Неджат (Пресвятой Девы Марии Заступницы), которая принадлежит Сирийской католической церкви. В результате штурма храма погибло 58 человек.

## Ординарии архиепархии
- архиепископ Афанасий Рафаэль Киарчи (30.09.1862 — ?);
- архиепископ Афанасий Игнатий Нури (11.03.1894 — 1908);
- архиепископ Афанасий Георгий Даллаль (4.09.1912 — 3.07.1926);
- архиепископ Афанасий Бехнам Калиан (6.08.1929 — 17.02.1949);
- архиепископ Афанасий Павел Хиндо (5.08.1949 — 14.08.1953);
- архиепископ Афанасий Жан Даниэль Бакос (2.12.1953 — 12.01.1983);
- архиепископ Афанасий Матти Шаба Матока (15.07.1983 — 26.06.2010);
- архиепископ Юсиф Абба Мансур (с 26.06.2010 по настоящее время).

## Источник
- Annuario Pontificio, Libreria Editrice Vaticana, Città del Vaticano, 2003, ISBN 88-209-7422-3
- Jean Maurice Fiey, Les diocèses du Maphrianat syrien, 629-1860 Архивная копия от 12 августа 2019 на Wayback Machine, Parole de l'Orient, vol. 8, (1977-1978), стр. 348-358  (фр.)
- Annuaire Pontifical Catholique Архивная копия от 8 марта 2016 на Wayback Machine, 1917, стр. 196-197  (фр.)